# Raye (Einheit)
Raye war ein französisches Flächen- und Feldmaß. Es war auf die Bretagne begrenzt.
- 1 Raye = 360 Pariser Quadratfuß (1 Q. = 0,1055 Quadratmeter) = 37,98 Quadratmeter